# Conselho Indígena de Roraima
O Conselho Indígena de Roraima (CIR) é uma organização não governamental brasileira dedicada à promoção e defesa dos direitos e interesses dos povos indígenas do estado de Roraima.
O CIR surgiu no contexto da evangelização dos indígenas. Os missionários cristãos desempenharam um importante papel na organização do Conselho, educando os indígenas e estimulando entre eles a formação de uma consciência política. Em dezembro de 1970, durante um curso bíblico, foi feita uma leitura do Livro do Êxodo, cuja temática estimulou algumas lideranças a se unirem e lutarem contra os problemas enfrentados pelas comunidades, como a discriminação, a invasão de terras e o alcoolismo. A primeira Assembleia dos Tixauas ocorreu em Surumu em 4 de janeiro de 1971. Na década de 1980 as assembleias, com o apoio da Diocese de Roraima, criaram conselhos regionais, o que levou à criação de um conselho central sediado em Boa Vista — o CIR —, formalizado em 1990.
O CIR atua em 35 terras indígenas, alcançando 465 comunidades, onde vivem cerca de 58 mil indígenas de várias etnias, incluindo Macuxi, Wapixana, Taurepang, Sapará, Patamona, Ingaricó, Wai Wai, Yekuana e Yanomami.
Atua em colaboração com outras organizações e instituições e tem desenvolvido importante atividade social e política em âmbito nacional e internacional. É o principal porta-voz dos povos indígenas do estado junto às autoridades e instituições. O ativismo do CIR conseguiu expulsar garimpeiros, fazendeiros e madeireiros das terras indígenas, apoiou a formação de profissionais como advogados, jornalistas e técnicos agropecuários indígenas, e uma das suas principais campanhas foi pela demarcação da reserva Raposa Serra do Sol, identificada em 1993 e homologada em 2005. Em 2012 recebeu do governo da Espanha em conjunto com a Casa de América o Prêmio Bartolomé de las Casas, reconhecendo seu trabalho "nos âmbitos da saúde e da educação, utilizando como ferramentas o associativismo e a autogestão".